# Nan Goldin
Nancy Goldin, detta Nan (Washington, 12 settembre 1953), è una fotografa e attivista statunitense.
Il suo lavoro più noto è The Ballad of Sexual Dependency (1985), una sorta di slide show composto da circa 700 immagini scattate tra il 1979 e il 1985, nelle quali Goldin ha ripreso le sue esperienze personali e amorose all'interno della "famiglia allargata" in cui ha vissuto nel quartiere di Bowery in quegli anni, la sottocultura gay e dell'eroina, trasformando "l'istantanea familiare intima in un genere artistico" e in un'arte fotografica.
Goldin, che vive e lavora tra New York, Berlino e Parigi, è membro fondatore del gruppo di advocacy PAIN (Prescription Addiction Intervention Now). È attivista di ACT UP (AIDS Coalition to Unleash Power); nel 1989 ha organizzato la prima grande mostra sull’AIDS a New York e ha fatto parte del gruppo Visual Aids, promotore della giornata mondiale sull’AIDS del primo dicembre.

## Biografia
Ultima di quattro figli di una famiglia ebraica, nasce a Washington, ma trascorre parte dell’infanzia tra il sobborgo di Silver Spring, Maryland, e Lexington, Massachusetts. Fin da piccola si affeziona a Barbara, la sorella maggiore che muore suicida il 12 aprile 1965, lasciando un profondo dolore nell’undicenne Goldin che nel corso della carriera omaggerà più volte la sorella attraverso lavori incentrati sugli ospedali psichiatrici, sul delicato tema del suicidio in età adolescenziale e sul difficile rapporto tra figli e genitori. Poco dopo la morte della sorella viene sedotta da un parente più grande di lei ed è così che la perdita di Barbara si lega alla scoperta di un’intensa pulsione sessuale. A fare da sfondo a questi anni ci sono la lettura dell'East Village Other e l’ascolto dei Velvet Underground.
A circa 14 anni, dopo essere stata espulsa da diverse scuole per aver fatto uso di marijuana, abbandona casa dei genitori ritrovandosi a vivere in diverse famiglie affidatarie. Nel 1968 si iscrive alla Satya Community School di Summerhill, Massachusetts, dove la parola sanscrita Satya significa "l'esistenza della conoscenza della verità". Qua stringe una duratura amicizia con David Armstrong, compagno di studi gay e futuro fotografo, che ribattezza l’amica con il nome di "Nan". Insieme si appassionano al cinema, alla Factory di Andy Warhol e ad attrici degli anni ’30 come Bette Davis e Joan Crawford. Inoltre è sempre alla Satya che inizia a sperimentare con la fotografia, in particolare con la Polaroid che le era stata data da un'insegnante, figlia di Rollo May.
Frequenta molto il cinema, è colpita dai primi film di Warhol e di Fellini; ama sfogliare le riviste di moda, specialmente Vogue, e sogna di diventare una fotografa di moda. Tra i fotografi che ammira vi sono Guy Bourdin e Helmut Newton. Andata a vivere a Boston, frequenta la scuola del Museum of Fine Arts, dove segue i corsi del fotografo Henry Horenstein, che avrebbe poi influenzato la sua estetica delle istantanee. Horenstein le fa conoscere Tulsa (1971) del fotografo Larry Clark, una cronaca diaristica della vita di un gruppo di giovani ribelli e tossicodipendenti della sua città natale in Oklahoma, che ha su di lei un grande impatto. Goldin comincia a usare la fotografia come un "diario pubblico", riprendendo le sue coinquiline, due drag queen, a casa e nei bar gay; saranno il soggetto del suo primo lavoro, Ivy wearing a fall, Boston (1973). Anche in seguito, sia per la tecnica sia per i soggetti scelti, rimane molto vicina al diario fotografico familiare.
Nel 1976 affitta una casa con Armstrong e il suo compagno a Provincetown, dove incontra la scrittrice e attrice Cookie Mueller che diventerà uno dei soggetti ricorrenti delle sue foto, presente anche in The Ballad. Nel 1978 si trasferisce a New York, dove partecipa alla fiorente scena artistica dell'East Village. Inizia a documentare la scena musicale new wave post-punk, insieme alla sottocultura gay post-Stonewall della città tra la fine degli anni '70 e l'inizio degli anni '80. In particolare è attratta dalla sottocultura della droga pesante del quartiere di Bowery. Nel 1979, a partire dal Mudd Club, Goldin organizza uno spettacolo in vari club e discoteche, dal titolo The Ballad of Sexual Dependency, tratto da una canzone di Kurt Weil dall'Opera da tre soldi di Bertolt Brecht, nel quale presenta le sue foto nel formato di "uno slide show diaristico musicato". Questa installazione, in continua evoluzione, con le oltre 700 immagini raccolte dal 1979 al 1986, raggiunge la durata di 45 minuti; le foto ritraggono l'uso di droghe, il sesso estremo e l'intimità, a volte violenta e aggressiva, della comunità di cui fa parte, intrecciati a momenti autobiografici. Parte di Ballad è guidata dal bisogno di raccogliere in un grande album la sua famiglia allargata, sperando di tenere stretti, attraverso la fotografia, il ricordo e le vite dei suoi componenti. La maggior parte dei protagonisti di Ballad, fra cui Greer Lankton e Cookie Mueller, morirà negli anni Novanta, per overdose o AIDS.
Nei primi anni Ottanta l'artista stringe una relazione con un impiegato ed ex marine di nome Brian, che riprende in Ballad sul bordo del letto, mentre fuma una sigaretta o fissa seminudo la fotocamera. Nel 1984 Brian la picchia al punto tale da farle rischiare la perdita di un occhio: la foto Nan One Month After Being Battered (1984) ne fornisce la testimonianza. Dopo questo evento la vita della fotografa cambia, il suo uso di droghe si intensifica, finché nel 1989, dopo aver toccato il fondo, intraprende la riabilitazione. Fra la fine degli anni Ottanta e l'inizio dei Novanta si affaccia un nuovo amore, la scultrice Siobhan Liddell, anche lei ripresa in The Ballad.
A metà degli anni Novanta il Whitney Museum of American Art le dedica la sua prima importante retrospettiva di mezza carriera, che sancirà il suo successo sulla scena artistica contemporanea. Nel 1995 Goldin, in collaborazione con l'amico David Armstrong, dirige il film autobiografico I'll be your mirror, prodotto dalla BBC, in cui narra, attraverso riprese video e fotografie, racconti e interviste, la sua vita personale e artistica, "il dramma di un'intera generazione segnata dall'AIDS e dalla droga" e la controcultura giovanile di quegli anni, i suoi sogni e le sue sconfitte. Dal 1995 il lavoro di Goldin si allarga ad altri temi e collaborazioni: progetti di libri con il fotografo giapponese Nobuyoshi Araki, skyline di New York, paesaggi, foto della sua compagna Siobhan, bambini, famiglie biologiche, genitorialità, di cui si trova ampia traccia nel libro The devil's playground, pubblicato nel 2003, una collezione di fotografie che percorrono 35 anni della sua carriera.
Nel 2022 la regista Laura Poitras ha realizzato un film documentario su Nan Goldin intitolato All the Beauty and the Bloodshed, premiato con il Leone d'oro alla 79ª Mostra Internazionale d'Arte Cinematografica di Venezia, al Toronto Film Festival e al New York Film Festival 2022. Una retrospettiva del lavoro di Goldin come regista, intitolata This Will Not End Wel, è stata programmata nell'ottobre 2022 al Moderna Museet di Stoccolma, come prima tappa di un tour internazionale di musei che include lo Stedelijk Museum di Amsterdam (31 agosto 2023–28 gennaio 2024), Neue Nationalgalerie di Berlino (ottobre 2024–marzo 2025) e Pirelli HangarBicocca di Milano (marzo–luglio 2025).

### Vita privata
È dichiaratamente bisessuale.

## Attivismo
Nel 2017 Goldin ha rivelato che si stava riprendendo dalla dipendenza da oppioidi, in particolare dal farmaco OxyContin, assunto come antidolorifico per una tendinite di cui soffriva. Dopo essersi disintossicata era venuta a conoscenza delle responsabilità della famiglia Sackler, proprietaria della società farmaceutica Purdue Pharma e produttrice di OxyContin, nell'epidemia di oppioidi che aveva colpito gli Stati Uniti dalla metà degli anni Novanta, causando migliaia di morti per overdose da farmaco. Con altri artisti, attivisti e persone che avevano vissuto la dipendenza dal farmaco, aveva quindi fondato un gruppo, PAIN (Prescription Addiction Intervention Now):
Nel corso del 2018 e 2019 Nan Goldin con il gruppo PAIN ha organizzato azioni dirette all'interno dei musei beneficiari dei generosi finanziamenti dei Sackler - l'Harvard Art Museums, il Metropolitan Museum of Art, il Guggenheim di New York, il Louvre, il Victoria and Albert Museum di Londra, lanciando flaconi di pillole sul pavimento, distribuendo opuscoli, esibendo striscioni di protesta o tenendo discorsi. A seguito di queste proteste e di quest'opera di sensibilizzazione, diverse istituzioni, come per esempio la National Portrait Gallery di Londra, hanno rifiutato le donazioni provenienti dalla miliardaria famiglia statunitense.
Ad aprile, Goldin ha parlato del suo movimento davanti al Senato degli Stati Uniti a Washington, DC.
Alcuni critici hanno accusato Goldin di far sembrare affascinante nelle sue opere l'uso dell'eroina e di aver aperto la strada a uno stile grunge che in seguito sarebbe diventato popolare in riviste di moda giovanile, come The Face e ID. Tuttavia, in un'intervista del 2002 con The Observer, la stessa Goldin ha definito l'uso dell' "eroina chic" per vendere vestiti e profumi "riprovevole e malvagia", ammettendo inoltre di avere avuto un'immagine romantica della cultura della droga in giovane età, spinta da una sorta di ribellione contro i genitori: "Volevo sballarmi fin dalla tenera età. Volevo essere una drogata. Questo è ciò che mi intrigava. In parte c'erano i Velvet Underground, i Beats e tutta quella roba. Ma, in realtà, volevo essere la più diversa possibile da mia madre e definirmi il più lontano possibile dalla vita suburbana in cui ero cresciuta".

## Stile
(Nan Goldin, Diving for Pearls, 2016)
Il New York Times l'ha definita "una fotografa il cui lavoro è una testimonianza della sua vita", qualsiasi immagine ripresa è legata a lei intimamente.
Ritrae amici e conoscenti, ma anche sé stessa, come nel celebre Autoritratto un mese dopo essere stata picchiata (Nan One Month After Being Battered, 1984). Il suo stile diventa un'icona della sua generazione controcorrente e assume un'ulteriore svolta dopo la diffusione dell'AIDS, che mette in discussione la sua fiducia nel potere delle immagini, rendendole chiaro che esse le mostravano solo coloro che aveva perso. Nelle sue opere si può vedere il suo entourage subire il travaglio della vita: vecchiaia, amore, morte, infanzia si succedono nei pochi secondi della proiezione prima dell'immagine successiva.
Ciascuna delle sue immagini è caricata di un forte spessore umano, di una potenza drammatica che fanno di lei la fotografa più atipica e affascinante del tempo. Le sue foto, anche se danno l'impressione di essere state rubate, non sono mai scattate con il soggetto troppo vicino all'obiettivo per farlo risultare "sorpreso". Il suo è un reportage intimistico, un tipo di fotografia che influenzerà moltissimo le generazioni successive.
Goldin ammirava la sessualità della comunità gay e transgender, e giudicava negativamente il lavoro sui travestiti di Diane Arbus, ritenendolo poco rispettoso della loro identità sessuale: "Il mio desiderio era mostrarli come un terzo genere, come un'altra opzione sessuale, un'opzione di genere. E mostrarli con molto rispetto e amore, per glorificarli in qualche modo perché ammiro davvero le persone che possono ricrearsi e manifestare pubblicamente le loro fantasie. Penso che sia coraggioso".

## Influenze
Michelangelo Antonioni
Uno dei motivi per cui Goldin ha incominciato a fotografare è stata la visione del film Blow-Up di Michelangelo Antonioni (1966). La sessualità e il fascino del film hanno esercitato su di lei un "enorme effetto". Riferendosi alle immagini mostrate in Ballad,
"I personaggi abbattuti e emaciati, con i loro lividi, le loro facce da fantasmi, che popolano queste mie prime immagini, spesso fotografate nei bui interni sgangherati, si riferiscono fisicamente ed emotivamente al carattere alienato e marginale dei soggetti che hanno attratto Antonioni".

## Collaborazioni
Nan nel 2018 ha collaborato con il brand statunitense Supreme in occasione della collezione Primavera/Estate. La collaborazione è composta da t-shirt, felpe con cappuccio, giacche in nylon e tavole da skateboard. Gli abiti e gli accessori sono caratterizzati da tre stampe raffiguranti tre celebri scatti della fotografa.

## Censura
Una mostra del lavoro di Goldin è stata censurata in Brasile, due mesi prima dell'apertura, a causa della sua natura sessualmente esplicita. Il motivo principale era che alcune delle fotografie contenevano atti sessuali avvenuti in presenza di bambini. In Brasile esiste una legge che vieta l'immagine dei minori associati alla pornografia. Lo sponsor della mostra, un'azienda di telefonia cellulare, dichiarò di non essere a conoscenza del contenuto del lavoro di Goldin e che c'era un conflitto tra il lavoro e il suo progetto educativo.
Il curatore del Museo di Arte Moderna di Rio de Janeiro ha modificato l'orario per ospitare, a febbraio 2012, la mostra di Nan Goldin in Brasile.

## Riconoscimenti
- 2006: Ordre des Arts et des Lettres.[11]
- 2007: Hasselblad Award.[46][47]
- 2012: Edward MacDowell Medal, MacDowell Colony, Peterborough, NH.[48]
- 2018: Royal Photographic Society Centenary Medal and Honorary Fellowship[49]

## Opere

### Libri di Goldin e Cataloghi di mostre
- The Ballad of Sexual Dependency. New York: Aperture, 1986. ISBN 978-0-89381-236-2.
- Cookie Mueller (Catalogo della mostra). New York: Pace/MacGill Gallery, 1991.
- The Other Side. Perseus Distribution Services, 1993. ISBN 1-881616-03-7.
- Vakat. Cologne: Walter Konig, 1993.
- Desire by Numbers. San Francisco: Artspace, 1994.
- A Double Life. Zurich: Scalo, 1994.
- Tokyo Love. Tokyo: Hon don do, 1994.
- The Golden Years (Catalogo della mostra). Paris: Yvon Lambert, 1995.
- I'll Be Your Mirror (Catalogo della mostra). Zurich: Scalo, 1996. ISBN 978-3-931141-33-2.
- Love Streams (Catalogo della mostra). Paris: Yvon Lambert, 1997.
- Emotions and Relations (Catalogo della mostra). Cologne: Taschen, 1998.
- Ten Years After: Naples 1986–1996. Zurich: Scalo, 1998. ISBN 978-3-931141-79-0.
- Couples and Loneliness. Tokyo: Korinsha, 1998.
- Nan Goldin: Recent Photographs. Houston: Contemporary Arts Museum, 1999.
- Nan Goldin. 55, London: Phaidon, 2001. ISBN 978-0-7148-4073-4.
- Devils Playground. London: Phaidon, 2003. ISBN 978-0-7148-4223-3.
- Soeurs, Saintes et Sibylles. Editions du Regard, 2005. ISBN 978-2-84105-179-3.
- The Beautiful Smile. Göttingen: Steidl, 2008. ISBN 978-3-86521-539-0.
- Variety: Photographs by Nan Goldin. Skira Rizzoli, 2009. ISBN 978-0-8478-3255-2.
- Eden and After. London: Phaidon, 2014. ISBN 978-0714865775.
- Diving for Pearls. Göttingen: Steidl, 2016. ISBN 978-3-95829-094-5.

## Mostre personali
- The Ballad of Sexual Dependency, Rencontres d'Arles, 1987.
- Nan Goldin. Rencontres d'Arles, 1987.
- I'll be Your Mirror, retrospectives, Whitney Museum of American Art, 1996; Kunstmuseum Wolfsburg, Germany; Stedelijk Museum, Amsterdam; Fotomuseum Winterthur, Switzerland; Kunsthalle Wien; National Museum, Prague.
- The Ballad of Sexual Dependency, Théâtre Antique. Rencontres d'Arles, 1997.
- Le Feu Follet, Centro Georges Pompidou, Paris; Whitechapel Gallery, London, 2001; Museo Nacional Centro de Arte Reina Sofía, Madrid; Fundação de Serralves, Porto, Portugal; Castello di Rivoli, Torino; Ujazdów Castle, Varsavia.
- The Ballad of Sexual Dependency, Rencontres d'Arles, 2009[50]
- Weekend Plans, Irish Museum of Modern Art, Dublino, 2017[51][52][53]
- Sirens, Marian Goodman Gallery, Londra, 2019/2020.[54][55]